# Goya curato dal dottor Arrieta
Goya curato dal dottor Arrieta (Goya assistito dal dottor Arrieta) è un dipinto a olio su tela (115×79 cm) del pittore spagnolo Francisco Goya, realizzato nel 1820 e conservato al Minneapolis Institute of Art.

## Analisi
Nel 1819, immediatamente dopo il trasferimento nella Quinta del Sordo, Goya iniziò ad accusare i segni di una debilitante malattia che lo stava quasi trascinando alla morte. Riuscì a sopravvivere solo grazie alle attente ed affettuose cure del dottor Arrieta. In questo quadro, infatti, Goya si autoritrae malato, agonizzante e completamente privo di forze. La sua bocca leggermente aperta e piegata dal dolore, lo sguardo spento, gli occhi travagliati dalla cecità, il collo ormai incapace di reggere il capo e le mani che afferrano un lenzuolo bianco mostrano contemporaneamente quanto fosse debilitato e angosciato. Per riportare le parole di Silvia Borghesi, «si direbbe quasi una maschera mortuaria se un lamento non si facesse udire da quell'uomo cascante, che con un filo di voce e la sua presenza dolente si afferma ancora contro le ombre della morte».
Quest'autoritratto, l'ultimo lasciatoci dal pittore aragonese, si può benissimo considerare un commosso ex voto pittorico dipinto in segno di ringraziamento per essere sfuggito alla morte per l'ennesima volta. Non a caso, il Goya curato dal dottor Arrieta fu dedicato dal pittore non alla Madonna o un Santo, ma illuministicamente proprio al dottor Arrieta, cui lasciò un'eloquente dedica nella parte inferiore della tela:
Nel quadro il dottor Arrieta è ritratto mentre assiste il paziente con tenerezza e competenza, sostenendolo e facendogli bere un farmaco: tra lui e Goya si è ormai stabilito un vincolo indissolubile che li vede entrambi attivamente partecipi nella lotta contro l'infermità, così come già predicava Ippocrate nel V. secolo a.C.: «Malato e medico combattano insieme contro la malattia». Nella penombra nerastra che circonda Goya e Arrieta, infine, emergono tre astanti sinistri e silenziosi che, con i loro lineamenti deformi e le loro membra gracili e meschine, sembrano quasi essere vissuti attraverso la malattia: secondo alcune interpretazioni dietro queste funerarie figure vi sarebbero persino le Parche in attesa di ghermire Goya e di recidere il filo della sua vita. La morte, tuttavia, avrebbe colto Goya solo otto anni più tardi, e il pittore - ormai riabilitatosi - avrebbe avuto così l'opportunità di produrre altre opere d'arte destinate a divenire celebri, come le Pitture Nere e La lattaia di Bordeaux.